# Osinów Dolny
Osinów Dolny (deutsch Niederwutzen, früher Nieder-Wutzow) ist ein Dorf in der polnischen Woiwodschaft Westpommern, Powiat Gryfiński (Greifenhagener Kreis), Gemeinde Cedynia (Zehden), mit ca. 180 Einwohnern (Stand: 2004).

## Lage
Das Dorf liegt in der Neumark am rechten Ufer der Oder, etwa 20 km südwestlich von Chojna (Königsberg Nm.) und 45 km nordwestlich von Küstrin. Das in einem Flussknie gelegene Dorf war die westlichste der zuvor deutschen Ortschaften, die nach dem Zweiten Weltkrieg unter die Verwaltung der damaligen Republik Polen gestellt wurden. Inzwischen ist es die westlichste Ortschaft Polens. Am Oderufer markiert ein Gedenkstein den westlichsten Punkt des polnischen Festlandes. Die Grenze des Hoheitsgebietes in der Flussmitte liegt noch ≈100 m westlicher. Der Ort lag an der Bahnstrecke Freienwalde–Zehden.

## Geschichte
Niederwutzen hieß früher Nieder-Wutzow und wurde so genannt, weil es in der Nachbarschaft außerdem die Dörfer Ober-Wutzow und Hohen-Wutzow gab. Die Bewohner des kleinen Dorfs, das im Jahr 1804 nur 162 Einwohner hatte, lebten traditionell von der Fischerei und von der Landwirtschaft.  Die wirtschaftliche Lage der Ortschaft verbesserte sich, als zwischen 1936 und 1939 auf ihrer Gemarkung von Waldhof eine Zellstofffabrik errichtet wurde.

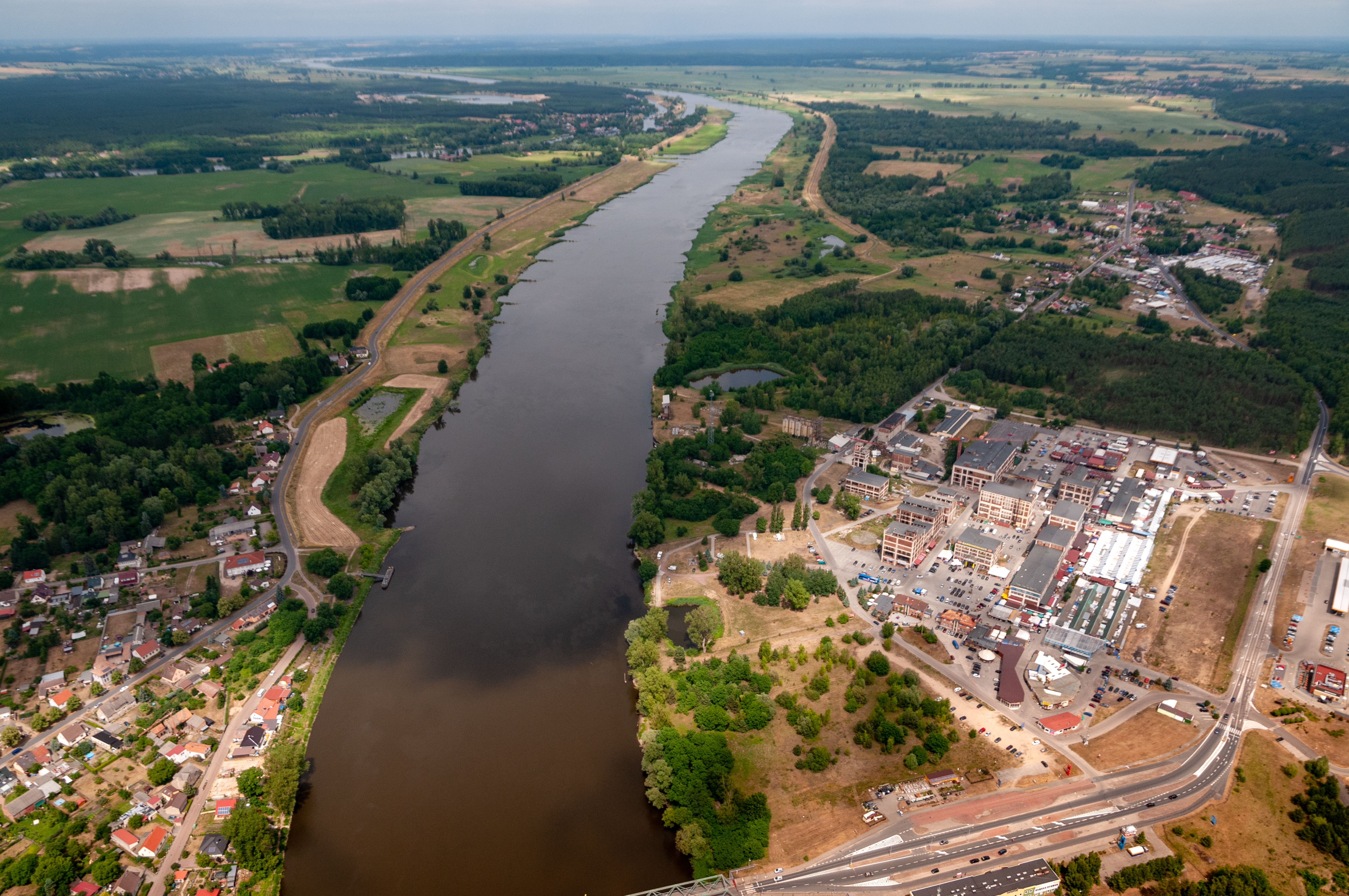
Ehemalige Zellstofffabrik, darüber der Ort (2018)

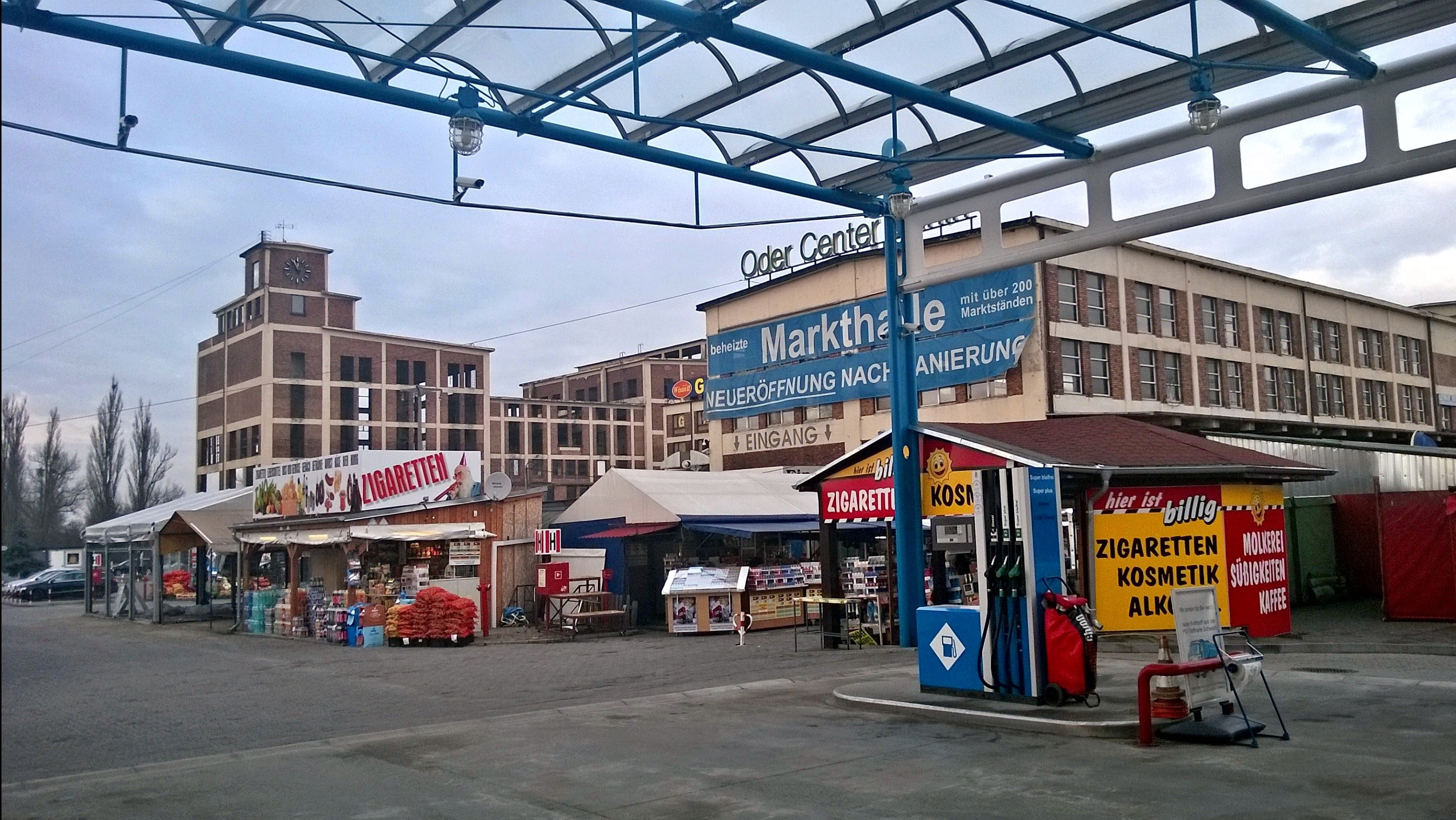
„Oder Center Berlin“ (Polenmarkt, 2015)

Zum Ende des Zweiten Weltkrieges wurde Niederwutzen von der Roten Armee besetzt. Nach Kriegsende wurde das Dorf zusammen mit anderen Gebieten östlich der Oder-Neiße-Linie unter polnische Verwaltung gestellt. Es begann die Zuwanderung polnischen Migranten, die zum Teil aus von Polen nach dem Ersten Weltkrieg eroberten Gebieten östlich der Curzon-Linie kamen. Die deutsche Ortschaft Niederwutzen wurde in Osinów Dolny umbenannt. Soweit die einheimischen Bewohner des Dorfs nicht geflohen waren, wurden sie in der Folgezeit von der örtlichen polnischen Verwaltungsbehörde vertrieben.
Die Rote Armee demontierte das Zellstoffwerk. Die Gebäude blieben als Ruine ungenutzt. 1993 wurde der Grenzübergang nach Deutschland für den Verkehr geöffnet; im selben Jahr überquerten 3,6 Millionen Deutsche die Grenze. Nach der Grenzöffnung wurde der deutsch-polnische Kleinhandel zum wichtigsten Wirtschaftsfaktor des Dorfs. Es entstand ein Basar mit zahlreichen Geschäften, wobei die Ruinen der Zellstofffabrik einbezogen wurden. Der hier entstandene Polenmarkt (offiziell „Oder Center Berlin“) ist bisher der größte an der deutsch-polnischen Grenze. Außerdem blüht der Tanktourismus aus Deutschland.
In den letzten Jahren entwickelte sich der Ort zu einem „Dorf der Friseure“: Auf rund 200 Einwohner kommen 150 Personen, die diesen Beruf in Osinów Dolny ausüben.

### Demographie
| Jahr | Einwohnerzahl | Anmerkungen                                                |
| ---- | ------------- | ---------------------------------------------------------- |
| 1804 | 162           | in 28 Haushaltungen                                        |
| 1840 | 256           | in 31 Wohngebäuden.                                        |
| 1864 | 388           | davon 352 im Dorf, 17 in Brückkrug und 19 in Johannesmühle |
| 1867 | 384           | am 3. Dezember                                             |
| 1871 | 413           | am 1. Dezember, darunter 412 Evangelische und ein Katholik |
| 1910 | 512           | am 1. Dezember                                             |
| 1933 | 505           | [ 11 ]                                                     |
| 1939 | 672           | [ 11 ]                                                     |

### Verkehr
Vom Dorf aus führen Landstraßen nach Chojna (Königsberg Nm.) und nach Küstrin. Der Grenzübergang nach Deutschland führt auf die B 158. Der deutsche Nachbarort ist Hohenwutzen.